# Leucauge argentata
Leucauge argentata este o specie de păianjeni din genul Leucauge, familia Tetragnathidae. A fost descrisă pentru prima dată de O. P.-cambridge, 1869. Conține o singură subspecie: L. a. marginata.